# Zougdidi (municipalité)
La municipalité de Zougdidi (en géorgien : ზუგდიდის მუნიციპალიტეტი, phonétiquement zougdidis mounitsipalitéti) est un district de la région Mingrélie-Haute Svanétie, en Géorgie, dont la ville principale est Zougdidi.
Il compte 62 500 habitants au 1er janvier 2016 selon l'Office national des statistiques de Géorgie.    